# Mery
Mery（メリー）は、Microsoft Windowsで動作するテキストエディタ。旧名称はmEditor。

## 主な機能

### 正式版の機能
- プログラミング言語の色分け表示[1]
- Unicode、サロゲートペア、IVS（異体字シーケンス）対応[1]
- DirectWrite対応[1]
- トゥルーインライン入力に対応[1]
- カラー絵文字に対応[1]
- 縦書き機能[1]
- マーカー機能[1]
- 正規表現による検索・置換（正規表現ライブラリに鬼雲を使用）[1]
- SDIとTDIを両方搭載[1]
- マクロ（JScript、VBScript）[1]
- 自動補完[1]
- アウトライン解析[1]
- カラー印刷[1]
- HTML整形[1]
- レジストリを使用しない（ポータブル版、ZIP版のみ）[1]

### ベータ版の機能
- Zenモード[6]
- タイプライタースクロール[6]
- スクロールバーマーカー[7]
- 自動保存機能、バックアップ機能[8]
- ワークスペースの保存・復元[6]
- マルチカーソル[9]
- 正規表現ライブラリである鬼車の実装[10]
- あいまい検索[11]

## プラットフォーム

### 正式版のプラットフォーム
- 32ビット版：Windows XP/Vista/7/8/8.1/10[1]
- 64ビット版：Windows Vista/7/8/8.1/10[1]

### ベータ版のプラットフォーム
- 32ビット版：Windows XP/Vista/7/8/8.1/10/11[2]
- 64ビット版：Windows Vista/7/8/8.1/10/11[2]

## 履歴
- 2008年12月25日 - 「2008年 窓の杜大賞」にて、mEditor（Meryの旧名称）が編集部賞に選出された[12]。
- 2009年1月7日 - mEditorの名称での公開が終了した[5]。
- 2009年5月12日 - ソフトウェアの名称がmEditorからMeryへ変更された[13]。
- 2012年2月7日 - Vector Award 2011 にて文書作成・印刷部門賞に選出された[14]。
- 2013年2月12日 - Vector Award 2012 にて文書作成・印刷部門賞に選出された[15]。